# Пепа, Авни
Авни Пепа (алб. Avni Pepa; 14 ноября 1988 года, Кристиансанн) — норвежско-косоварский футболист, играющий на позиции защитника. Ныне выступает за норвежский клуб «Арендал».

## Клубная карьера
В начале 2007 года Пепа стал игроком клуба «Старт» из его родного города Кристиансанн. Лето 2007 года он провёл, выступая на правах аренды за клуб Первого дивизиона «Мандальскамератене». В сентябре Пепа вернулся в «Старт», но за клуб на высшем уровне дебютировал лишь 14 марта 2010 года в домашнем матче против «Саннефьорда», выйдя на замену на 82-й минуте. 24 октября того же года Пепа забил свой первый гол в Типпелиге, открыв счёт в домашнем поединке против «Стабека». В следующем сезоне он был игроком основного состава «Старта», однако клуб по итогам чемпионата покинул Типпелигу. Пепа же перешёл в команду «Саннес Ульф», наоборот вышедшую в главную норвежскую лигу. В ней он провёл следующие 3 сезона, в которых клуб неизменно боролся за выживание в лиге. Наконец по итогам чемпионата 2014 года «Саннес Ульф» вылетел из элитной лиги, а Пепа перешёл в исландский «Вестманнаэйяр». В этой команде он вскоре стал капитаном команды.

## Карьера в сборной
5 марта 2014 года Авни Пепа дебютировал за сборную Косова в товарищеском матче против сборной Гаити, выйдя в стартовом составе команды.

## Статистика выступлений

### В сборной
| Матчи и голы Авни Пепы за сборную Косова | Матчи и голы Авни Пепы за сборную Косова | Матчи и голы Авни Пепы за сборную Косова         | Матчи и голы Авни Пепы за сборную Косова | Матчи и голы Авни Пепы за сборную Косова | Матчи и голы Авни Пепы за сборную Косова | Матчи и голы Авни Пепы за сборную Косова |
| №                                        | Дата                                     | Место проведения                                 | Соперник                                 | Счёт                                     | Голы                                     | Соревнование                             |
| ---------------------------------------- | ---------------------------------------- | ------------------------------------------------ | ---------------------------------------- | ---------------------------------------- | ---------------------------------------- | ---------------------------------------- |
| 1                                        | 5 марта 2014                             | Олимпийский стадион Адем Яшари, Митровица        | Гаити                                    | 0:0                                      | —                                        | Товарищеский матч                        |
| 2                                        | 7 сентября 2014                          | Городской стадион, Приштина                      | Оман                                     | 1:0                                      | —                                        | Товарищеский матч                        |
| 3                                        | 13 ноября 2015                           | Городской стадион, Приштина                      | Албания                                  | 2:2                                      | —                                        | Товарищеский матч                        |
| 4                                        | 3 июня 2016                              | Фольксбанк Штадион Франкфурт, Франкфурт-на-Майне | Фареры                                   | 2:0                                      | —                                        | Товарищеский матч                        |
| 5                                        | 6 октября 2016                           | Лоро Боричи, Шкодер                              | Хорватия                                 | 0:6                                      | 6                                        | Квалификация ЧМ 2018                     |

Итого: 5 матчей / 0 голов; eu-football.info Архивная копия от 7 октября 2014 на Wayback Machine.